# پایرو استودیوز
پایرو استودیوز (به انگلیسی: Pyro Studios) یک شرکت اسپانیایی است که از سال ۱۹۹۶ در زمینه تولید بازی رایانه‌ای فعالیت می‌کند.

## محصولات
اکثر محصولات این شرکت از سری کماندوها بوده‌است:
| نام بازی                   | سال  |
| -------------------------- | ---- |
| کوماندوها: پشت خطوط دشمن   | ۱۹۹۸ |
| کوماندوها: ورای ندای وظیفه | ۱۹۹۹ |
| کوماندوها: مردان دلیر      | ۲۰۰۱ |
| پرائتورین‌ها                | ۲۰۰۳ |
| کوماندوها: مقصد برلین      | ۲۰۰۳ |
| شکوه امپراتوری             | ۲۰۰۵ |
| کوماندوها: گروه ضربت       | ۲۰۰۶ |
| سیاره ۵۱                   | ۲۰۰۹ |